# منبر صلاح الدین ایوبی

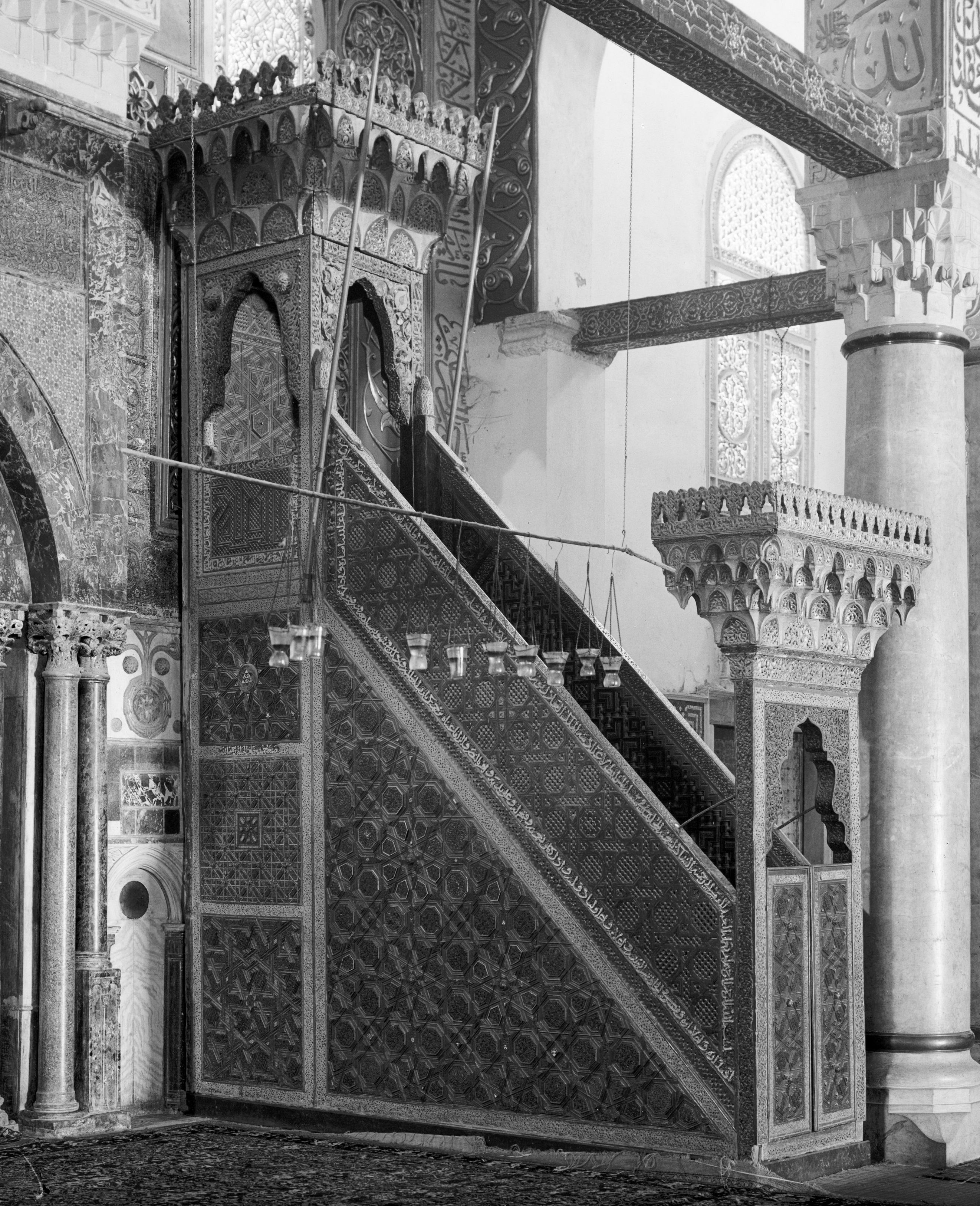
نمایی از منبر در دهه ۱۹۳۰، پیش از آتش‌سوزی در سال ۱۹۶۹

منبر صلاح الدین ایوبی یا به اختصار منبر صلاح الدین، یا منبر مسجد الاقصی، منبری است که نورالدین زنگی، از حاکمان ترک حکومت زنگیان، دستور ساخت آن را داد. این منبر در سال‌های ۱۱۶۸–۱۱۶۹ توسط ماهرترین صنعتگران حلب و دمشق در شهر حلب ساخته شد. پس از فتح بیت‌المقدس توسط صلاح الدین ایوبی در سال ۱۱۸۷، او دستور داد این منبر را به مسجد الاقصی منتقل کنند.
منبر تا سال ۱۹۶۹ میلادی در مسجد الاقصی باقی ماند تا اینکه در تاریخ ۲۱ اوت آن سال در یک آتش‌سوزی عمدی توسط دنیس مایکل روهان، شهروند استرالیایی، آسیب جدی دید. این منبر که از یادگارهای هنری و تزئینات تمدن اسلامی است مانند آن از ۸۰۰ سال پیش تاکنون ساخته نشده‌است

## تاریخچه
نورالدین زنگی (حکومت ۱۱۴۶–۱۱۷۴) کار خود را به عنوان اتابک حلب آغاز کرد اما پس از آن دمشق را فتح کرد و بسیاری از سوریه را تحت حکومت زنگیان متحد و خود را به عنوان اصلی‌ترین مخالف نظامی دولت‌های صلیبی معرفی کرد. وی در سال ۱۱۶۹–۱۱۶۸ (۵۶۴ هجری قمری) در انتظار بازپس‌گیری اورشلیم، ساخت منبر را با وعده نصب آن در مسجد الاقصی، سفارش داد؛ بنابراین این عمل و وعده او دارای اهمیت مذهبی و سیاسی بود.
منبر در حلب ساخته شد و پس از اتمام کار، تا زمانی که به مکان مورد نظر منتقل شود در مسجد اعظم حلب قرار گرفت. نورالدین در سال ۱۱۷۴ قبل از اینکه بتواند نقشه‌های خود را در مورد بیت‌المقدس عملی کند درگذشت. سپس، صلاح الدین ایوبی به عنوان سلطان، جانشین او شد. صلاح الدین که توانست اورشلیم را فتح کند؛ پس از پیروزی، منبر را به مسجد الاقصی منتقل کرد و منبر مذکور تا قرن بیستم در آنجا باقی ماند.

## ویژگی‌ها
طول منبر ۶ متر و عرض پایین آن ۴ متر و عرض بالای آن ۱ متر است. این منبر به دلیل ویژگی‌های هنری و نمادین آن یکی از مهم‌ترین منبرهای تاریخی جهان اسلام محسوب می‌شود. منبر صلاح الدین از قطعات به هم پیوسته چوب کاج منبت کاری شده با تزئین عاج و آبنوس ساخته شده‌است. در مجموع از حدود ۶۵۰۰ قطعه متشکل بوده و بدون چسب یا میخ فلزی و تنها به کمک میخ یا سنجاق چوبی به هم اتصال دارند. در این منبر از تزئینات هندسی، خطوط عربی و هنرهای اسلامی استفاده شده‌است.

## مرمت

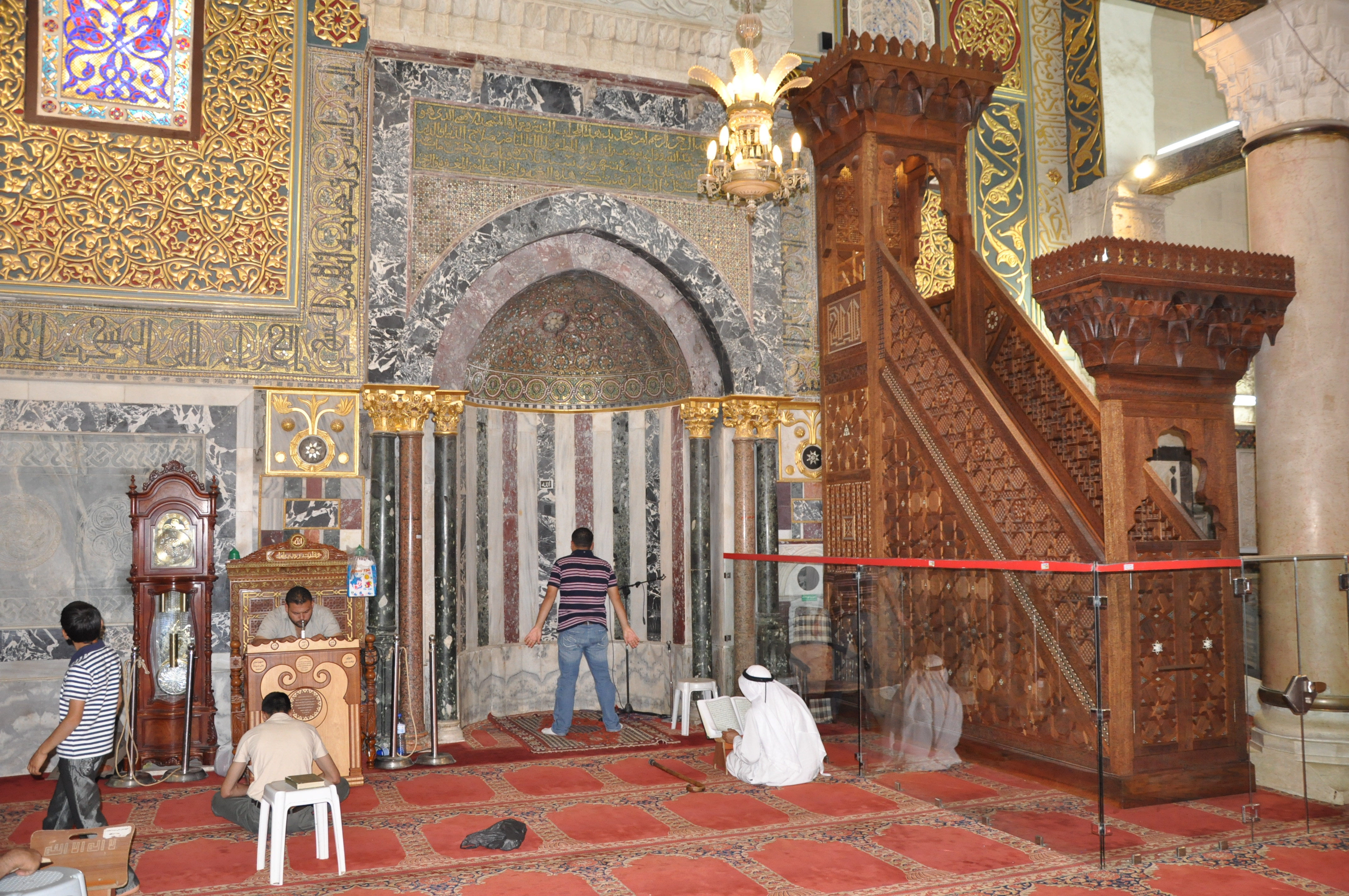
نمایی از منبر بازسازی شده در سال ۲۰۰۹

پس از آتش‌سوزی ۱۹۶۹ منبر به منظور مرمت و بازسازی به اردن فرستاده شد. این منبر از سوی دانشکده هنرهای اسلامی اردن ترمیم شد تا مطابق منبر اصلی باشد، منبر مذکور پس از گذشت حدود ۴۰ سال در تاریخ ۲۸ اردیبهشت ۱۳۸۶(۱۸ می ۲۰۰۷) توسط حکومت اردن به جایگاه اصلی آن در مسجدالاقصی بازگردانده شد.